# ニッキー・ヘイデン
ニコラス・パトリック・"ニッキー"・ヘイデン（Nicholas Patrick "Nicky" Hayden、1981年7月30日 - 2017年5月22日）は、アメリカ合衆国、ケンタッキー州デイビーズ郡オーエンズボロ出身のオートバイレーサー。2002年のAMAスーパーバイク選手権チャンピオン、2006年のロードレース世界選手権MotoGPクラスチャンピオン。ニックネームは"The Kentucky Kid"など。兄のトミー・ヘイデンと弟のロジャー・リー・ヘイデンもオートバイレーサーとして活躍している。

## 初期の経歴
ヘイデンはケンタッキー州デイビース郡オーエンズボロで生まれた。3歳でバイクに乗り始め、5歳で既にレースに出場していた。7歳でAMAグランドナショナルダートトラック選手権のアマチュアクラスで初タイトルを獲得。1997年にAMAホライズンアワードのダートトラック部門賞（AMA Horizon Award Dirt Track winner, 最も優れたアマチュアレーサーに贈られる賞）を受賞。
彼は当時の年長のレーサー達に対して、CMRAでロードレースを始めた。ヘイデンは足が地面に付かなかったため、家族やクルーがバイクを直立状態に保つ必要があり、しばしばグリッド後方からレースをスタートしていた。その後高校在学中の17歳でホンダのファクトリーマシン、RVF750/RC45でスーパーバイクレースに参戦する。1999年、彼はプライベーターとしてホンダ・CBR600FでAMAスーパースポーツ選手権でチャンピオンを獲得した。マシンがRVFからRVT1000RWにマシンを変更された2000年に初優勝をあげ、2001年、AMAのスーパーバイクレーサーとして初めてシーズンフル参戦し、40ポイントを挙げマット・ムラディン、エリック・ボストロムに次いでランキング3位となった。2002年シーズンはRC51を操ってデイトナ200で勝利し、3度のタイトルを持つマット・ムラディンを始めとするライダー達を倒してAMAスーパーバイクの最年少チャンピオンとなった。彼はまたラグナ・セカでのスーパーバイク世界選手権に参戦し、第1レースでは4位となり、第2レースでは芳賀紀行と接触したものの13位となった。
アメリカ人ロードレースライダーはダートトラック出身者が多いが、ヘイデンもその1人である。1999年、ヘイデンは初めてグランドナショナル選手権レース（ヘイガースタウン・ハーフマイル）で優勝し、ルーキーオブザイヤーを獲得した。彼はまたAMAアスリートオブザイヤーも獲得した。2000年にはスプリングフィールド・ショートトラックで優勝している。2002年は出場したダートトラックのレースは僅かであったが、スプリングフィールド・ショートトラックで2回、スプリングフィールドTT、ピオリアTTと計4回優勝した。スプリングフィールドTTではヘイデン3兄弟が表彰台を独占した（1位：ニッキー、2位：トミー、3位：ロジャー・リー）。ピオリアTTでの勝利は、ペナルティラインからスタートしたにもかかわらず、ピオリアで13回優勝しているクリス・カーを抑えての優勝となった。ヘイデンはディック・マン、ケニー・ロバーツ、ババ・ショバート、ジャレッド・メーズ、そしてダグ・チャンドラーが名を連ねる有名な「グランド・スラム・クラブ」に加わる条件となるマイル・トラックでの優勝だけ達成していない。

## MotoGPでの経歴

### ホンダ (2003-2008)

#### 2003-2005
AMAスーパーバイク選手権タイトルを獲得した直後に、ヘイデンはホンダのMotoGPワークス・チームのレプソル・ホンダから、ロードレース世界選手権MotoGPクラスに参戦を開始した。チームメイトはディフェンディングチャンピオンのバレンティーノ・ロッシだった。初年度の2003年、第13戦パシフィックGPと第15戦オーストラリアGPでそれぞれ3位表彰台を獲得。年間ランキング5位でデビューシーズンを終え、この年のルーキー・オブ・ザ・イヤーを獲得した。しかし2004年は困難な一年を過ごし、第7戦リオGP、第8戦ドイツGPの2回表彰台（各3位）を獲得するが、チャンピオンシップポイントは前年を下回り年間ランキングは8位となる。2005年には第8戦アメリカGP（ラグナ・セカ）で、グランプリにおける初ポールポジション獲得と初優勝を果たす。この年テック3から、テレフォニカ・モビスター・ホンダへ移籍したマルコ・メランドリと、最終戦までランキング2位争いを繰り広げた。

#### 2006
2006年はファクトリーチームのエースとして唯一先行型RC211Vを駆り、新型マシンの開発作業を一人で担いながら、シーズン序盤からタイトル争いをリードしていく。第8戦ダッチTT、第11戦アメリカGPでの2勝を含めリタイア1回という高完走率で、年間最多表彰台（10回）を記録する。
第16戦ポルトガルGPで、ヘイデンはチームメイト・ダニ・ペドロサの転倒に巻き込まれリタイア。このためチャンピオンシップ残り1戦でバレンティーノ・ロッシにポイントを逆転され、ランキング首位から2位に転落する。しかし、続く最終戦バレンシアGPでロッシが転倒、3位でゴールし5ポイント差で再逆転したヘイデンが、アメリカ人7人目となるロードレース世界選手権最高峰クラスチャンピオンに輝いた。ランキング2位が最終戦で逆転したのは1992年のウェイン・レイニー以来14年ぶり。そして、バレンティーノ・ロッシに次ぐ2人目にして最後の990ccクラス王者となった。

#### 2007

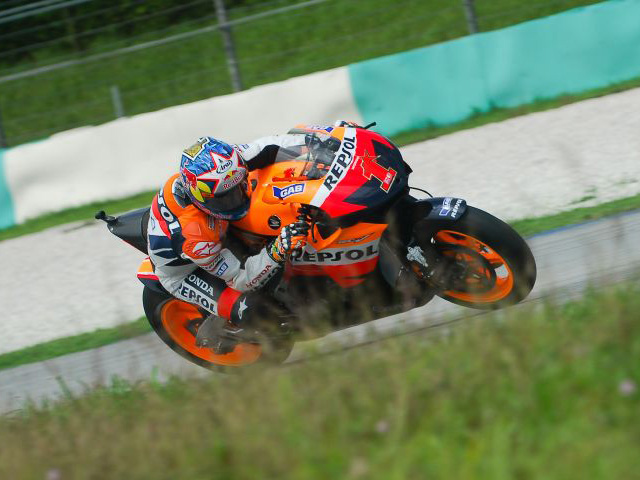
2007年マレーシア冬季テストでのヘイデン

2006年9月22日、ヘイデンはホンダ・レーシング (HRC) との2007年と2008年の2年契約を締結した。800ccにダウンサイズされたホンダ・RC212Vを使用し、従来使用してきた車番「69」を、チャンピオンナンバー「1」にスイッチしてタイトル防衛に挑んだ。
2007年シーズンはマシンとタイヤのセッティングに苦しみ、開幕から低迷する厳しい一年となった。第4戦ル・マンでクラッシュ、リタイアしこの時点でランキングは11位となる。しかしながら第8戦ドニントン直前のテストでヘイデンは電装系のほとんどの切り替えを要求し、そこからタイムは改善されていった。ウェットコンディションのドニントンと、ドライコンディションのアッセンでのパフォーマンスはフォームの僅かな改善を示し、トレードマークのスライディングとテールアウトも見られるようになった。第9戦ダッチTT、第10戦ドイツGP、第12戦チェコGPで表彰台（各3位）、第14戦ポルトガルGPではポールポジション1回を獲得し、結局ランキング8位でシーズンを終えた。この年は兄弟との共著で自伝「The Haydens: Nicky, Tommy, & Roger, from OWB to MotoGP」を出版している。
ケーシー・ストーナーが2007年のタイトルを獲得し、ゼッケン1を使用する権利を得たため、ヘイデンは2008年シーズンはマイナンバー｢69｣に戻ることとなった。

#### 2008
2008年は昨年からの不調を引きずり、前半は表彰台も覚束ない状況であった。第8戦ドニントン・パークでホンダはニューマチックバルブエンジンを投入し、ヘイデンだけがこれを使用した。続くアッセンでヘイデンはスタートから3位をキープしたが、電装系システムに問題が発生し正確な燃料モニタリングができなくなり、最終コーナーで燃料切れとなった。コーリン・エドワーズがヘイデンを捉え3位に入り、ヘイデンは力の無くなったマシンでようやくフィニッシュラインを越えて4位となった。その後モトクロスでのクラッシュでかかとを負傷し、続く2戦を欠場する。この頃、チーム内の関係は既に悪化していた。そして、ダニ・ペドロサがヘイデンと相談無しにタイヤを苦戦続きのミシュランから圧倒的なブリヂストンに換えたことでもさらなる摩擦があった。ヘイデンは「私は、選択をするための状況にこれまで加えられなかった。彼らがブリヂストンタイヤを頼んで考えていただけで、私の時間を無駄にしていると言われたら...私は彼らが彼に与えたことに驚かない。それにミサノでは、ダニが持っていた同じフォークも持っていなかった...私は彼らが新しいタイヤを私に試させると思っていない。」と語った。
この一件は、ヘイデンとホンダが次のシーズンに袂を分かつだろうという噂に重みを与えた。この噂は2008年9月12日に確認された。ヘイデンはドルナの記者会見で「それは秘密ではない。私の次のストップがどこにあるのか誰もが分かっている...しかし、公式には正しい方法でやり遂げようとしている。リリースが出るまでは、なぜならチームやスタッフがいるからだ。」
2008年中頃にはすでにファンやメディア、パドックから確信されていたが、後にヘイデンは記者会見でホンダを離れ、2009年はドゥカティ・マールボロ・チームに加入しケーシー・ストーナーのチームメイトになることを公表した。これは2008年9月15日に確認され、ホンダとの10年間の関係が終了した。

### ドゥカティ (2009-2013)

#### 2009
2009年からはドゥカティワークス（マルボロ・ドゥカティ）へ移籍したが、序盤からマシンのセッティングに苦しむことになり、終盤にリズムをつかんで3位1回の成績を残したが、結局シーズン13位にとどまった。2010年はマシンが安定したことにより、表彰台は3位1回だったもののシングル順位フィニッシュが増加し、シリーズ7位に成績を伸ばした。2011年は8年ぶりにロッシをチームメイトに迎えた。前年と同様表彰台は3位1回、年間ランキングではロッシから7ポイント差の8位となった。

#### 2012
ヘイデンとロッシは2012年シーズンもドゥカティに留まった。ヘイデンは序盤10戦をいずれもポイント圏内でフィニッシュした。第11戦のインディアナポリスでヘイデンは、サーキットでのコースの状況によく合っていると信じており、ドゥカティチームにとって最高のパフォーマンスを期待していたが、予選タイムを改善しようとしターン14でクラッシュ、脳震盪を起こし決勝には出走できなかった。この事故で右手を負傷し、次戦のチェコGPも欠場することとなる。
負傷からは完全に回復しなかったが、公式理学療法士フレディ・デンテの支援のおかげで、ヘイデンはサンマリノGPに復帰し、7位となった。続くアラゴンGPでは最終ターンで大きく膨らみコースの壁に接触、リタイアとなった。第16戦のマレーシアではシーズンベストの4位となり、最終戦バレンシアはクラッシュしリタイア、ランキング9位でシーズンを終え、表彰台に上らない初めての年となった。

#### 2013
2013年シーズン、ヘイデンのチームメイトはテック3・ヤマハからの移籍となったアンドレア・ドヴィツィオーゾであった。ドヴィツィオーゾはヤマハファクトリーに復帰したロッシの代わりとなった。ヘイデンはドヴィツィオーゾの加入前、ロッシに代わってチームに加わることが「最良の選択肢」だったと述べていた。

### ホンダ・アスパー (2014-2015)

#### 2014
2013年10月17日、ヘイデンは5年間在籍したドゥカティを離れ、2014年シーズンはアスパー・レーシングチームと契約したことを発表した。チームメイトはアヴィンティア・ブルセンスから移籍した青山博一となった。両者は共にオープン仕様のホンダ・RCV1000Rをドライブする。第4戦ヘレスで手首を負傷し、第6戦のムジェロを欠場、その後も第10戦から13戦まで欠場し、最終的なランキングは16位でシーズンを終えた。

#### 2015
2015年シーズン、ヘイデンはアスパー・レーシングチームに留まり、新しいオープン仕様のホンダ・RC213V-RSに乗った。スーパーバイク世界選手権から転向したユージーン・ラバティがチームメイトとなった。

## スーパーバイク世界選手権
2015年10月8日、日本GPのレース前記者会見で、ヘイデンは2016年シーズンにスーパーバイク世界選手権に復帰すると発表した。ヘイデンはテン・ケイト・レーシングにシルバン・ギュントーリに代わって加入し、マイケル・ファン・デル・マークのチームメイトとなった。

### 2016
プレシーズンテストでの好調な結果の後、ヘイデンはフィリップ・アイランドで第1レースを9位、第2レースを4位で終えた。第4ラウンドのアッセンでは第1レースで初の表彰台を獲得した。第6ラウンドのセパンでは予選4位となり、カワサキのジョナサン・レイ、トム・サイクス、ヤマハのアレックス・ロウズに次ぐグリッドとなった。第1レースを8位で終え、第2レースはウェットコンディションの中好スタートを切った。ターン2でロウズを抜き、カワサキの2台を追いかける展開となった。ヘイデンはターン5で外側からサイクスを抜き、レイを抜いてトップに立った。レイは4秒以上の差を付けられ、ドゥカティのチャズ・デイヴィスとダヴィデ・ジュリアーノがヘイデンを追いかけた。残り10周となってジュリアーノがレイとデイヴィスを抜いて2位に付け、トップのヘイデンは残り4周となった。最終周、ジュリアーノは1秒差まで詰め寄ったが、ヘイデンはそのままリードを保って勝利し、自身初のスーパーバイク世界選手権での勝利を獲得した。これはホンダにとってシーズン初の勝利となった。

### 2017

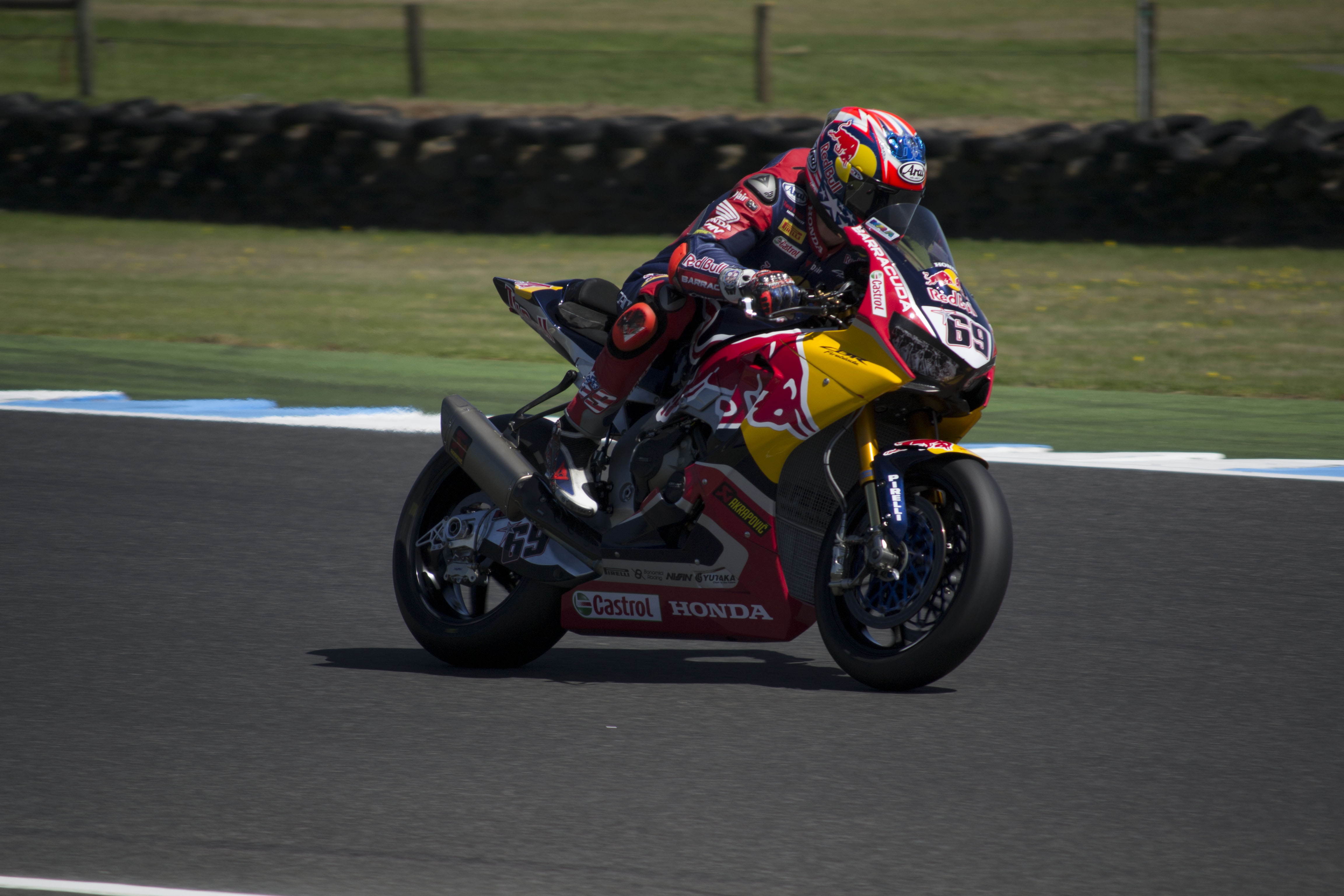
スーパーバイク世界選手権、フィリップ・アイランド、2017年

ヘイデンはテン・ケイト・ホンダに残留し、ステファン・ブラドルと共にシーズンを戦った。

### MotoGPへのスポット参戦
2016年、ヘイデンはMotoGPでホンダのライダーが負傷した際にスポット参戦した。マルクVDSレーシングチームのジャック・ミラーがアラゴンGPを欠場した際に代役として参戦し、15位でフィニッシュした。
同年、ダニ・ペドロサがもてぎで負傷し、その代役としてフィリップ・アイランドにスポット参戦した。2008年以来のレプソル・ホンダのマシンでの参戦となったが、レース後半にジャック・ミラーと接触し転倒、17位でフィニッシュした。

## 事故死
2017年5月17日、ヘイデンはイタリアのリミニ近郊のミザーノ・アドリアーティコのvia Ca' Raffaelliとvia Tavoletoの交差点で、自転車でのトレーニング中に、カ・ラッファエーリを西に向かい、タヴェレントへ向かう通りの交差点に入った所をプジョーに跳ねられた。プジョーの運転手は、「ヘイデンが停止標識を越えて突然目の前に現れた」と供述しており、運転手は衝突を避けることができなかったという。車のスピードは不明だが、ヘイデンは車のフロントガラスを打ち砕いて屋根をへこますほどの衝撃で車と衝突した。ヘイデンの乗っていた自転車は付近の側溝で発見され、そのフレームは半分に割れていた。
重傷を負ったヘイデンはリミニ病院に搬送され、事故から4時間後の午後6時、リミニ病院の医師はヘイデンが外科手術を行うためチェゼーナのマウリツィオ・ブファリーニ病院の重傷ユニットに移されたと発表。ヘイデンの父アールによると、ヘイデンは手術のため人工的に昏睡状態にされたという。ヘイデンは昏睡状態ではなかったが、手術を行うにはあまりにも重症であったため手術は行われずにいた。ヘイデンの状態は外傷性脳損傷、大腿骨と骨盤および複数の脊椎の骨折であった。5月19日、ヘイデンは生命維持装置に繋がれた状態で今後の治療が難しい状態にあり、事故から5日後の5月22日に同病院で死去。35歳没。

## 栄誉
- FIMは2016年10月17日、ヘイデンをMotoGPレジェンドに指名した[35]。
- サーキット・オブ・ジ・アメリカズの18コーナーを『Hayden Hill（ヘイデン・ヒル）』と名付けられ、2018年以降MotoGPアメリカズGP開催時には芝生にゼッケン69が描かれている。
- 2018年5月22日、ミザーノ・アドリアーティコ市は、ヘイデンのメカニックを担当したデニス・パッツァリーニを中心とした友人たちの提案により、記念公園『Giardino Nicky Hayden（ニッキー・ヘイデン・ガーデン）』を、ミサノ・ワールド・サーキット・マルコ・シモンチェリ 付近に建設した。
- 2018年6月8日、故郷のオーエンズボロ市長が6月9日を『Nicky Hayden Day（ニッキー・ヘイデンの日）』に設定することを宣言した。
- FIMは2019年4月、MotoGPクラスのゼッケン69を永久欠番とすることとした[36]。

## 私生活
- ババ・ショバート、ウィル・デービス、ランス・アームストロングを個人的なヒーローとして尊敬している。
- 芳賀紀行のファンであり、02年にラグナセカで行われたスーパーバイク選手権で接触し、リタイアさせたことを申し訳ないと発言している。[37]
- ヘイデンの2人の兄弟、兄のトミーと弟のロジャーは両方ともオートバイレーサーである。トミーはAMA、ロジャーはスーパーバイク世界選手権に参戦している。また2人の姉妹、ジェニーとキャスリーンがいる。
- ヘイデンの一家は家族全員が二輪ロードレースの経験者で、父親のアールは20年以上のダートトラックレース経験がある。母親のローズもアメリカのレディースの二輪レースで活躍していた。妹ジェニーは少女時代、ダートトラックレースでアマチュアチャンピオンになっている。
- ヘイデンの車番「69」は、父アールがレースで使っていた番号でもある。アール曰く、「“69”は上下を逆にしても数字が変わらずに読める。だからいつもダートで転んでひっくり返ってばかりいた自分はこの数字を選んだんだ」
- ヘイデンは2016年5月17日にジャッキー・マリンと婚約していた[38]。

## レース経歴

### MotoGP
- チーム：レプソル・ホンダ, ドゥカティ・コルセ, ドライブ M7 アスパーチーム, エストレラ・ガリシア 0,0 マルクVDS
- 車両：ホンダ・RC211V, ホンダ・RC212V, ドゥカティ・デスモセディチ, ホンダ・RCV1000R, ホンダ・RC213V-RS, ホンダ・RC213V
- デビュー戦：2003年4月6日 - 鈴鹿サーキット - 7位
- 初表彰台：2003年10月5日 - ツインリンクもてぎ - 3位
- 初勝利：2005年7月10日 - マツダ・レースウェイ・ラグナ・セカ
- 優勝回数：3
- 表彰台回数：28
- ランキング最高位：1位 (2006)

### スーパーバイク世界選手権
- チーム：アメリカ・ホンダ, ホンダ・ワールド・スーパーバイク・チーム
- 車両：ホンダ・RC51, ホンダ・CBR1000RR
- デビュー戦：2002年7月14日 - マツダ・レースウェイ・ラグナ・セカ - 4位
- 初表彰台：2016年4月16日 - アッセン - 3位
- 初勝利：2016年5月15日 - セパン
- 優勝回数：1
- 表彰台回数：4
- ランキング最高位：5位 (2016)

### AMAスーパーバイク
- チーム：アメリカ・ホンダ, HRC
- 車両：ホンダ・RC51, ホンダ・RVF750/RC45
- デビュー戦：1999年4月18日 - ウィロースプリングス・レースウェイ - 12位
- 初勝利：2000年6月11日 - ロード・アメリカ
- 初表彰台：1999年9月19日 - パイクス・ピーク・インターナショナル・レースウェイ - 3位
- 優勝回数：17
- 表彰台回数：30
- ランキング最高位：1位 (2002)

### AMA 600スーパースポーツ
- チーム：アメリカ・ホンダ, エリオン・ホンダ, ハイパーサイクル・スズキ
- 車両：ホンダ・CBR600F3, ホンダ・CBR600F4, スズキ・GSX-R600
- 初勝利：1998年4月26日 - ウィロースプリングス・レースウェイ
- 優勝回数：6
- ランキング最高位：1位 (1999)

### AMA 750スーパーストック
- チーム：ハイパーサイクル・スズキ
- 車両：スズキ・GSX-R750
- 初勝利：1998年4月19日 - マツダ・レースウェイ・ラグナ・セカ
- 優勝回数：5
- ランキング最高位：4位 (1998)

### AMA フォーミュラ・エクストリーム
- チーム：エリオン・ホンダ
- 車両：ホンダ・CBR900RR
- 初勝利：1998年4月17日 - ウィロースプリングス・レースウェイ
- 優勝回数：7
- ランキング最高位：2位 (1999)

## 主な戦績

### スーパースポーツ世界選手権

#### レース別
| 年   | 車両   | 1   | 2   | 3   | 4   | 5   | 6   | 7       | 8   | 9   | 10  | 順位 | ポイント |
| ---- | ------ | --- | --- | --- | --- | --- | --- | ------- | --- | --- | --- | ---- | -------- |
| 1998 | スズキ | GBR | ITA | SPA | GER | SMR | RSA | USA Ret | EUR | AUT | NED | NC   | 0        |

### スーパーバイク世界選手権

#### シーズン別
| 年     | 車両                | チーム                                               | 出走回数 | 優勝回数 | 表彰台 | 最高位 | PP | FL | ポイント | ランキング | タイトル |
| ------ | ------------------- | ---------------------------------------------------- | -------- | -------- | ------ | ------ | -- | -- | -------- | ---------- | -------- |
| 2002年 | ホンダ・VTR1000 SPW | アメリカ・ホンダ                                     | 2        | 0        | 0      | 4位    | 0  | 0  | 16       | 26位       | -        |
| 2016年 | ホンダ・CBR1000RR   | ホンダ・ワールド・スーパーバイク・チーム             | 26       | 1        | 4      | 1位    | 0  | 0  | 248      | 5位        | -        |
| 2017年 | ホンダ・CBR1000RR   | レッドブル・ホンダ・ワールド・スーパーバイク・チーム | 4        | 0        | 0      | 7位    | 0  | 0  | 21*      | 10位*      | -        |
| 合計   |                     |                                                      | 32       | 1        | 4      |        | 0  | 0  | 285      |            |          |

* 現在進行中

#### レース別
| 年     | マニファクチャラー | 1      | 1       | 2       | 2     | 3      | 3       | 4     | 4     | 5     | 5     | 6     | 6     | 7     | 7     | 8       | 8     | 9     | 9      | 10    | 10     | 11      | 11    | 12    | 12    | 13    | 13    | 順位  | ポイント |
| 年     | マニファクチャラー | R1     | R2      | R1      | R2    | R1     | R2      | R1    | R2    | R1    | R2    | R1    | R2    | R1    | R2    | R1      | R2    | R1    | R2     | R1    | R2     | R1      | R2    | R1    | R2    | R1    | R2    | 順位  | ポイント |
| ------ | ------------------ | ------ | ------- | ------- | ----- | ------ | ------- | ----- | ----- | ----- | ----- | ----- | ----- | ----- | ----- | ------- | ----- | ----- | ------ | ----- | ------ | ------- | ----- | ----- | ----- | ----- | ----- | ----- | -------- |
| 2002年 | ホンダ             | SPA    | SPA     | AUS     | AUS   | RSA    | RSA     | JPN   | JPN   | ITA   | ITA   | GBR   | GBR   | GER   | GER   | SMR     | SMR   | USA 4 | USA 13 | GBR   | GBR    | GER     | GER   | NED   | NED   | ITA   | ITA   | 26位  | 16       |
| 2016年 | ホンダ             | AUS 9  | AUS 4   | THA Ret | THA 5 | ARA 6  | ARA Ret | NED 3 | NED 6 | ITA 9 | ITA 8 | MAL 8 | MAL 1 | GBR 5 | GBR 6 | ITA Ret | ITA 6 | USA 3 | USA 5  | GER 3 | GER 10 | FRA Ret | FRA 9 | SPA 4 | SPA 4 | QAT 5 | QAT 7 | 5位   | 248      |
| 2017年 | ホンダ             | AUS 11 | AUS Ret | THA 9   | THA 7 | ARA 10 | ARA Ret | NED   | NED   | ITA   | ITA   | GBR   | GBR   | ITA   | ITA   | USA     | USA   | GER   | GER    | POR   | POR    | FRA     | FRA   | SPA   | SPA   | QAT   | QAT   | 10位* | 21*      |

* 現在進行中

### ロードレース世界選手権

#### シーズン別
| 年     | クラス | 車両              | チーム                                                    | 出走回数 | 優勝回数 | 表彰台 | 最高位 | PP | FL | ポイント | ランキング | タイトル |
| ------ | ------ | ----------------- | --------------------------------------------------------- | -------- | -------- | ------ | ------ | -- | -- | -------- | ---------- | -------- |
| 2003年 | MotoGP | ホンダ・RC211V    | レプソル・ホンダ                                          | 16       | 0        | 2      | 3位    | 0  | 0  | 130      | 5位        | -        |
| 2004年 | MotoGP | ホンダ・RC211V    | レプソル・ホンダチーム                                    | 15       | 0        | 2      | 3位    | 0  | 0  | 117      | 8位        | -        |
| 2005年 | MotoGP | ホンダ・RC211V    | レプソル・ホンダチーム                                    | 17       | 1        | 6      | 1位    | 3  | 2  | 206      | 3位        | -        |
| 2006年 | MotoGP | ホンダ・RC211V    | レプソル・ホンダチーム                                    | 17       | 2        | 10     | 1位    | 1  | 2  | 252      | 1位        | 1        |
| 2007年 | MotoGP | ホンダ・RC212V    | レプソル・ホンダチーム                                    | 18       | 0        | 3      | 3位    | 1  | 1  | 127      | 8位        | -        |
| 2008年 | MotoGP | ホンダ・RC212V    | レプソル・ホンダチーム                                    | 16       | 0        | 2      | 2位    | 0  | 1  | 155      | 6位        | -        |
| 2009年 | MotoGP | ドゥカティ・GP9   | ドゥカティ・マールボロ・チーム                            | 17       | 0        | 1      | 3位    | 0  | 0  | 104      | 13位       | -        |
| 2010年 | MotoGP | ドゥカティ・GP10  | ドゥカティ・マールボロ・チーム                            | 18       | 0        | 1      | 3位    | 0  | 0  | 163      | 7位        | -        |
| 2011年 | MotoGP | ドゥカティ・GP11  | ドゥカティ・チーム                                        | 17       | 0        | 1      | 3位    | 0  | 1  | 132      | 8位        | -        |
| 2012年 | MotoGP | ドゥカティ・GP12  | ドゥカティ・チーム                                        | 16       | 0        | 0      | 4位    | 0  | 0  | 122      | 9位        | -        |
| 2013年 | MotoGP | ドゥカティ・GP13  | ドゥカティ・チーム                                        | 18       | 0        | 0      | 5位    | 0  | 0  | 126      | 9位        | -        |
| 2014年 | MotoGP | ホンダ・RCV1000R  | ドライブ M7 アスパー                                      | 13       | 0        | 0      | 8位    | 0  | 0  | 47       | 16位       | -        |
| 2015年 | MotoGP | ホンダ・RC213V-RS | アスパー・MotoGPチーム                                    | 18       | 0        | 0      | 11位   | 0  | 0  | 16       | 20位       | -        |
| 2016年 | MotoGP | ホンダ・RC213V    | エストレラ・ガリシア 0,0 マルクVDS レプソル・ホンダチーム | 2        | 0        | 0      | 15位   | 0  | 0  | 1        | 26位       | -        |
| 合計   |        |                   |                                                           | 218      | 3        | 28     |        | 5  | 7  | 1698     |            | 1        |

#### クラス別
| クラス | シーズン   | 初GP         | 初表彰台             | 初勝利           | 出走回数 | 勝利数 | 表彰台回数 | PP | FL | ポイント | ランキング |
| ------ | ---------- | ------------ | -------------------- | ---------------- | -------- | ------ | ---------- | -- | -- | -------- | ---------- |
| MotoGP | 2003-2016  | 2003年日本GP | 2003年パシフィックGP | 2005年アメリカGP | 218      | 3      | 28         | 5  | 7  | 1698     | 1          |
| 合計   | 14シーズン |              |                      |                  | 218      | 3      | 28         | 5  | 7  | 1698     | 1          |

#### レース別
（凡例）（太字はポールポジション、斜体はファステストラップ）
| 年     | クラス | 車両       | 1       | 2       | 3       | 4       | 5       | 6       | 7       | 8      | 9       | 10      | 11      | 12      | 13      | 14      | 15      | 16      | 17      | 18      | 順位 | ポイント |
| ------ | ------ | ---------- | ------- | ------- | ------- | ------- | ------- | ------- | ------- | ------ | ------- | ------- | ------- | ------- | ------- | ------- | ------- | ------- | ------- | ------- | ---- | -------- |
| 2003年 | MotoGP | ホンダ     | JPN 7   | RSA 7   | SPA Ret | FRA 12  | ITA 12  | CAT 9   | NED 11  | GBR 8  | GER 5   | CZE 6   | POR 9   | RIO 5   | PAC 3   | MAL 4   | AUS 3   | VAL 16  |         |         | 5位  | 130      |
| 2004年 | MotoGP | ホンダ     | RSA 5   | SPA 5   | FRA 11  | ITA Ret | CAT Ret | NED 5   | RIO 3   | GER 3  | GBR 4   | CZE Ret | POR     | JPN Ret | QAT 5   | MAL 4   | AUS 6   | VAL Ret |         |         | 8位  | 117      |
| 2005年 | MotoGP | ホンダ     | SPA Ret | POR 7   | CHN 9   | FRA 6   | ITA 6   | CAT 5   | NED 4   | USA 1  | GBR Ret | GER 3   | CZE 5   | JPN 7   | MAL 4   | QAT 3   | AUS 2   | TUR 3   | VAL 2   |         | 3位  | 206      |
| 2006年 | MotoGP | ホンダ     | SPA 3   | QAT 2   | TUR 3   | CHN 2   | FRA 5   | ITA 3   | CAT 2   | NED 1  | GBR 7   | GER 3   | USA 1   | CZE 9   | MAL 4   | AUS 5   | JPN 5   | POR Ret | VAL 3   |         | 1位  | 252      |
| 2007年 | MotoGP | ホンダ     | QAT 8   | SPA 7   | TUR 7   | CHN 12  | FRA Ret | ITA 10  | CAT 11  | GBR 17 | NED 3   | GER 3   | USA Ret | CZE 3   | RSM 13  | POR 4   | JPN 9   | AUS Ret | MAL 9   | VAL 8   | 8位  | 127      |
| 2008年 | MotoGP | ホンダ     | QAT 10  | SPA 4   | POR Ret | CHN 6   | FRA 8   | ITA 13  | CAT 8   | GBR 7  | NED 4   | GER 13  | USA 5   | CZE     | RSM DNS | IND 2   | JPN 5   | AUS 3   | MAL 4   | VAL 5   | 6位  | 155      |
| 2009年 | MotoGP | ドゥカティ | QAT 12  | JPN Ret | SPA 15  | FRA 12  | ITA 12  | CAT 10  | NED 8   | USA 5  | GER 8   | GBR 15  | CZE 6   | IND 3   | RSM Ret | POR 8   | AUS 15  | MAL 5   | VAL 5   |         | 13位 | 104      |
| 2010年 | MotoGP | ドゥカティ | QAT 4   | SPA 4   | FRA 4   | ITA Ret | GBR 4   | NED 7   | CAT 8   | GER 7  | USA 5   | CZE 6   | IND 6   | RSM Ret | ARA 3   | JPN 12  | MAL 6   | AUS 4   | POR 5   | VAL Ret | 7位  | 163      |
| 2011年 | MotoGP | ドゥカティ | QAT 9   | SPA 3   | POR 9   | FRA 7   | CAT 8   | GBR 4   | NED 5   | ITA 10 | GER 8   | USA 7   | CZE 7   | IND 14  | RSM Ret | ARA 7   | JPN 7   | AUS 7   | MAL C   | VAL Ret | 8位  | 132      |
| 2012年 | MotoGP | ドゥカティ | QAT 6   | SPA 8   | POR 11  | FRA 6   | CAT 9   | GBR 7   | NED 6   | GER 10 | ITA 7   | USA 6   | IND DNS | CZE     | RSM 7   | ARA Ret | JPN 8   | MAL 4   | AUS 8   | VAL Ret | 9位  | 122      |
| 2013年 | MotoGP | ドゥカティ | QAT 8   | AME 9   | SPA 7   | FRA 5   | ITA 6   | CAT Ret | NED 11  | GER 9  | USA 8   | IND 9   | CZE 8   | GBR 8   | RSM 9   | ARA 9   | MAL Ret | AUS 7   | JPN 9   | VAL 8   | 9位  | 126      |
| 2014年 | MotoGP | ホンダ     | QAT 8   | AME 11  | ARG 11  | SPA 11  | FRA Ret | ITA DNS | CAT 12  | NED 17 | GER 14  | IND     | CZE     | GBR     | RSM     | ARA 9   | JPN 14  | AUS 10  | MAL Ret | VAL 13  | 16位 | 47       |
| 2015年 | MotoGP | ホンダ     | QAT 17  | AME 13  | ARG 16  | SPA 17  | FRA 11  | ITA Ret | CAT Ret | NED 16 | GER 16  | IND 16  | CZE 17  | GBR 12  | RSM 17  | ARA 15  | JPN 13  | AUS Ret | MAL 16  | VAL 17  | 20位 | 16       |
| 2016年 | MotoGP | ホンダ     | QAT     | ARG     | AME     | SPA     | FRA     | ITA     | CAT     | NED    | GER     | AUT     | CZE     | GBR     | RSM     | ARA 15  | JPN     | AUS 17  | MAL     | VAL     | 26位 | 1        |

## 参照
1. ↑  “ニッキー・ヘイデン、交通事故で死去…元MotoGP王者”. Response.   IID, Inc. (2017年5月23日). 2025年5月22日閲覧。
2. ↑  AMA Sports Sportsman and Athlete of Motorcyclthe Year Award recipients アメリカモーターサイクル協会
3. ↑  Motorcycle-USA Staff. Nicky Hayden Bio. Motorcycle-USA.com. Retrieved on 2009-06-16.
4. ↑  “Faultless Hayden wins first GP, home GP!”. Crash.net.   Crash Media Group (2005年7月10日). 2015年7月22日閲覧。
5. ↑  Hayden Signs with Honda for Two More Years article from SPEEDtv
6. ↑  Birt, Matthew (2008年6月28日). “Nicky Hayden cruelly denied podium”. Motor Cycle News (Bauer Media Group) 2012年12月24日閲覧。
7. ↑  “Hayden explains decision to sit out San Marino race”. MotoGP.com (Dorna Sports). (2008年8月31日) 2012年12月24日閲覧。
8. ↑  Lostia, Michele; Elizalde, Pablo (2008年9月10日). “Hayden hints at Ducati deal”. Autosport (Haymarket Publications) 2012年12月24日閲覧。
9. ↑  Cavin, Curt; Ballard, Steve (2008年9月12日). “Hayden's bumpy Honda ride nears end”. The Indianapolis Star (Michael G. Kane; Gannett Company) 2012年12月24日閲覧。
10. ↑  “Nicky Hayden Talks About Rumored Switch To Marlboro Ducati In 2009”. Roadracing World (Roadracing World Publishing, Inc.). (2008年9月12日) 2012年12月24日閲覧。
11. ↑  “Hayden To Join Ducati In 2009”. SuperbikePlanet.com.  オリジナルの2008年9月18日時点におけるアーカイブ。 2008年9月15日閲覧。
12. ↑  “Repsol: Honda & Hayden To Say Farewell”. SuperbikePlanet.com.  オリジナルの2008年9月18日時点におけるアーカイブ。 2008年9月15日閲覧。
13. ↑  Beer, Matt (2012年8月14日). “Nicky Hayden expects Ducati to prosper and score best result of MotoGP season at Indianapolis”. Autosport (Haymarket Publications) 2012年12月24日閲覧。
14. ↑  “Nicky Hayden out of Indianapolis MotoGP”. Crash.net (Crash Media Group). (2012年8月18日) 2012年12月24日閲覧。
15. ↑  “Nicky Hayden to miss Brno”. Crash.net (Crash Media Group). (2012年8月21日) 2012年12月24日閲覧。
16. ↑  “Half-healed Hayden back for Misano”. Crash.net (Crash Media Group). (2012年9月11日) 2012年12月24日閲覧。
17. ↑  “Crash throws Nicky Hayden over wall at Aragon MotoGP”. BBC Sport (BBC). (2012年9月30日) 2012年12月24日閲覧。
18. ↑  Beer, Matt (2012年9月30日). “Nicky Hayden unhurt in crash”. Autosport (Haymarket Publications) 2012年12月24日閲覧。
19. ↑  “Pedrosa wins dramatic Valencian GP as Stoner says goodbye”. MotoGP.com (Dorna Sports). (2012年11月11日) 2012年12月24日閲覧。
20. ↑  “Ducati confirm Andrea Dovizioso signing”. BBC Sport (BBC). (2012年8月22日) 2012年12月24日閲覧。
21. ↑  “Valentino Rossi to leave Ducati and rejoin Yamaha”. BBC Sport (BBC). (2012年8月10日) 2012年12月24日閲覧。
22. ↑  Birt, Matthew (2012年8月16日). “Dovizioso good choice for Ducati, says Hayden”. Motor Cycle News (Bauer Media Group) 2012年12月24日閲覧。
23. ↑  “Aspar with Honda and Hayden for 2014-15”. MotoGP.com (Dorna Sports). (2013年10月17日) 2013年10月20日閲覧。
24. ↑  “MOTOGP: WRIST INJURY FORCES HAYDEN OUT OF MUGELLO RACE”. Foxsports.com.  Fox Entertainment Group (2014年5月31日). 2014年5月31日閲覧。
25. ↑  “Honda announces 2016 World Superbike riders”. Superbike World Championship (Dorna Sports). (2015年10月8日) 2015年10月11日閲覧。
26. ↑  “Hayden smiles after long-awaited rostrum return”. Crash.net (Crash Media Group). (2016年4月19日) 2016年8月14日閲覧。
27. ↑  “Nicky Hayden claims debut WSBK victory”. Crash.net (Crash Media Group). (2016年5月15日) 2016年8月14日閲覧。
28. ↑  “American Superbike rider Nicky Hayden hit by car while cycling”. USA Today. 2017年5月18日閲覧。
29. ↑  “El conductor que arrollo a Hayden asegura que este se salto un STOP y no pudo hacer nada” (Spanish). TodoCircuito.com. 2017年5月19日閲覧。
30. ↑  “SBK, Nicky Hayden, The photos of the terrible accident” (English). GPOne.com. 2017年5月19日閲覧。
31. ↑  “Nicky Hayden: Earl Hayden Decries Fake News” (English). RoadRacingWorld.com. 2017年5月19日閲覧。
32. ↑  “Superbike, Hayden investito in bici: danno cerebrale preoccupante” (Italian). La Repubblica. 2017年5月18日閲覧。
33. ↑  “Hayden non ce l'ha fatta: il pilota è morto dopo 5 giorni di coma” (Italian). La Repubblica. 2017年5月22日閲覧。
34. ↑  “Nicky Hayden, former MotoGP world champion, dies five days after bike crash” (English). The Guardian. 2017年5月22日閲覧。
35. ↑  “Nicky Hayden becomes MotoGP Legend”. MotoGP.com (Dorna Sports). (2015年11月6日) 2016年8月14日閲覧。
36. ↑  “故ニッキー・ヘイデンのゼッケン69、永久欠番へ。MotoGPアメリカズGPでセレモニーが開催” (2019年4月13日). 2025年5月22日閲覧。
37. ↑  『RACERS Vol.47 '06HONDA RC211V』三栄書房。
38. ↑  Jackie Marin [@Jackiemmarin] (2016年5月17日). "It's been a good week 💍 #Venice #PonteDiRialto". X（旧Twitter）より。 {{cite web}}: Cite webテンプレートでは|access-date=引数が必須です。 (説明) [リンク切れ]